# Calvera (estrella)
Calvera és el nom informal pel qual es coneix a l'estel de neutrons 1RXS J141256.0+792204, situat a la constel·lació de l'Ossa Menor. Hom pensa que pot estar a una distància compresa entre 250 i 1.000 anys llum, la qual cosa la convertiria en l'estel de neutrons més proper a la Terra.
Calvera és un estel de neutrons aïllat, és a dir, no està associat a una resta de supernova, no forma part d'un estel binari, ni és un púlsar d'ones de ràdio. Atès que als set estels de neutrons aïllats descoberts anteriorment els van denominar Els Set Magnífics, el nom de Calvera es va posar a manera de broma per ser el vilà de la pel·lícula del mateix nom. Comparant un catàleg de 18.000 fonts emissores de rajos X del satèl·lit ROSAT —que va funcionar entre 1990 i 1999—, es va veure que no tenia cap homòleg en altres longituds d'ona (espectre visible, infraroig o radiofreqüències). En 2006, utilitzant l'Observatori Swift, es va observar que la quantitat de radiació X emesa seguia sent similar, i es va concloure que definitivament no estava associat a cap altre objecte.
Com a objecte brillant en rajos X i tènue en llum visible, no se sap quin tipus d'estel de neutrons pot ser. Hom pensa que pot ser un exemple atípic d'una classe ja coneguda, o bé el primer objecte d'un nou tipus d'estels de neutrons. Es troba lluny del disc de la Via Làctia, clarament situat en l'halo galàctic.